# 何其智 (清朝)
何其智，字侗卿，号古侗，福建福清人，清初政治人物，同進士出身。
曾祖何御，嘉靖十六年进士。何其智于順治六年（1649年）中式己丑科三甲第一百一十名進士。曾任江西德兴县知县。